# Rainbach im Mühlkreis
Rainbach im Mühlkreis (česky Potůčky)[zdroj?] je městys v rakouské spolkové zemi Horní Rakousy, při hranicích s Českem, v oblasti Mühlviertelu. K 1. lednu 2017 zde žilo 2 927 obyvatel. Rozkládá se v nadmořské výšce přes 700 metrů nad mořem.

## Administrativní členění
Městys se skládá z 13 částí (v závorce je uveden počet obyvatel k 31. říjnu 2011):
| - Apfoltern (89) - Dreißgen (41) - Eibenstein (121) - Hörschlag (86) - Kerschbaum (318) - Labach (95) - Rainbach im Mühlkreis (983) | - Sonnberg (140) - Stadln (26) - Stiftung (11) - Summerau (737) - Vierzehn (92) - Zulissen (173) |

Území obce se člení na tři katastrální území: Kerschbaum, Rainbach a Summerau.

## Doprava

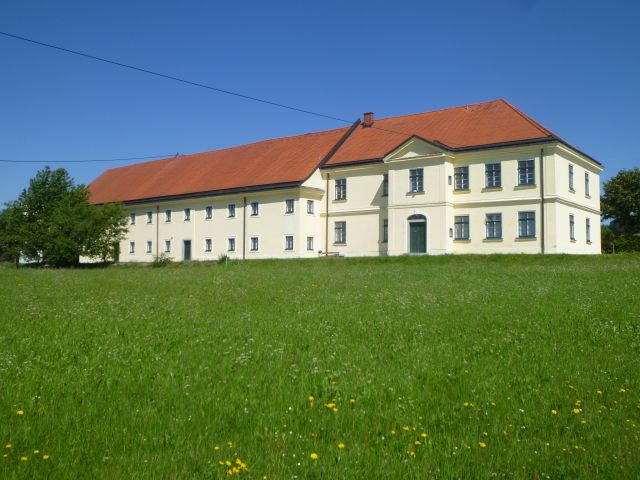
Stanice koněspřežné dráhy v místní části Kerschbaum

## Silniční doprava
Obcí prochází evropská silnice E55.

## Železniční doprava
Obcí prochází hlavní trať Summerau – Linz, nazývaná Summerauer Bahn. Jde o jednokolejnou elektrifikovanou železniční trať, postavenou na základech původní koněspřežné dráhy České Budějovice – Linec, přestavěné roku 1873 na konvenční parostrojní dráhu. Dnes má trať význam v regionální i přeshraniční dopravě, a to jak osobní, tak nákladní. Česká část trati končí v Summerau a je vedena pod číslem 196.

## Turismus
- V Kerschbaumu je muzeum koněspřežné dráhy[2] a napodobenina koněspřežky.[3]
- Obcí prochází naučná stezka Po stopách koněspřežky.[4]